# Sălceni, Tulcea
Sălceni (în trecut Caraman Chioi, apoi 6 Martie) este un sat în comuna Ceatalchioi din județul Tulcea, Dobrogea, România. Se află în partea de nord a județului,  în Delta Dunării. pe malul brațului Chilia.